# Il Guarany
Il Guarany è un'opera-ballo di Antônio Carlos Gomes, tratta dal romanzo brasiliano O Guarani, scritto da José de Alencar. Il libretto fu scritto da Antonio Scalvini e Carlo d'Ormeville.

## Storia delle rappresentazioni
La prima assoluta ebbe luogo al Teatro alla Scala di Milano il 19 marzo 1870. L'opera venne poi rappresentata in diversi teatri europei. La prima rappresentazione in Brasile avvenne a Rio de Janeiro il 2 dicembre 1870, al Theatro Lyrico Fluminense. L'opera fu la prima di un compositore brasiliano ad ottenere un successo internazionale al di fuori del Brasile.
L'opera risente del movimento culturale dell'Indianismo.

## Personaggi
| Personaggio                                | Voce     | Compagnia di canto della prima esecuzione, 19 marzo, 1870 (Direttore: Eugenio Terziani) |
| ------------------------------------------ | -------- | --------------------------------------------------------------------------------------- |
| Don Antonio de Mariz, un nobile portoghese | basso    | Teodoro Coloni                                                                          |
| Cecilia, sua figlia                        | soprano  | Marie Constance Sass                                                                    |
| Peri, figlio del Guarany (capo tribale)    | tenore   | Giuseppe Villani                                                                        |
| Gonzales, un avventuriero spagnolo         | baritono | Enrico Storti                                                                           |
| Cacico, capo degli Indios Aimoré           | basso    | Victor Maurel                                                                           |
| Alonso                                     | basso    | Severino Mazza                                                                          |
| Don Alvaro                                 | tenore   | Giuseppe Masato                                                                         |
| Ruy-Bento                                  | tenore   | Annibale Micheloni                                                                      |
| Pedro                                      | basso    | Severino Mazza                                                                          |

## Trama

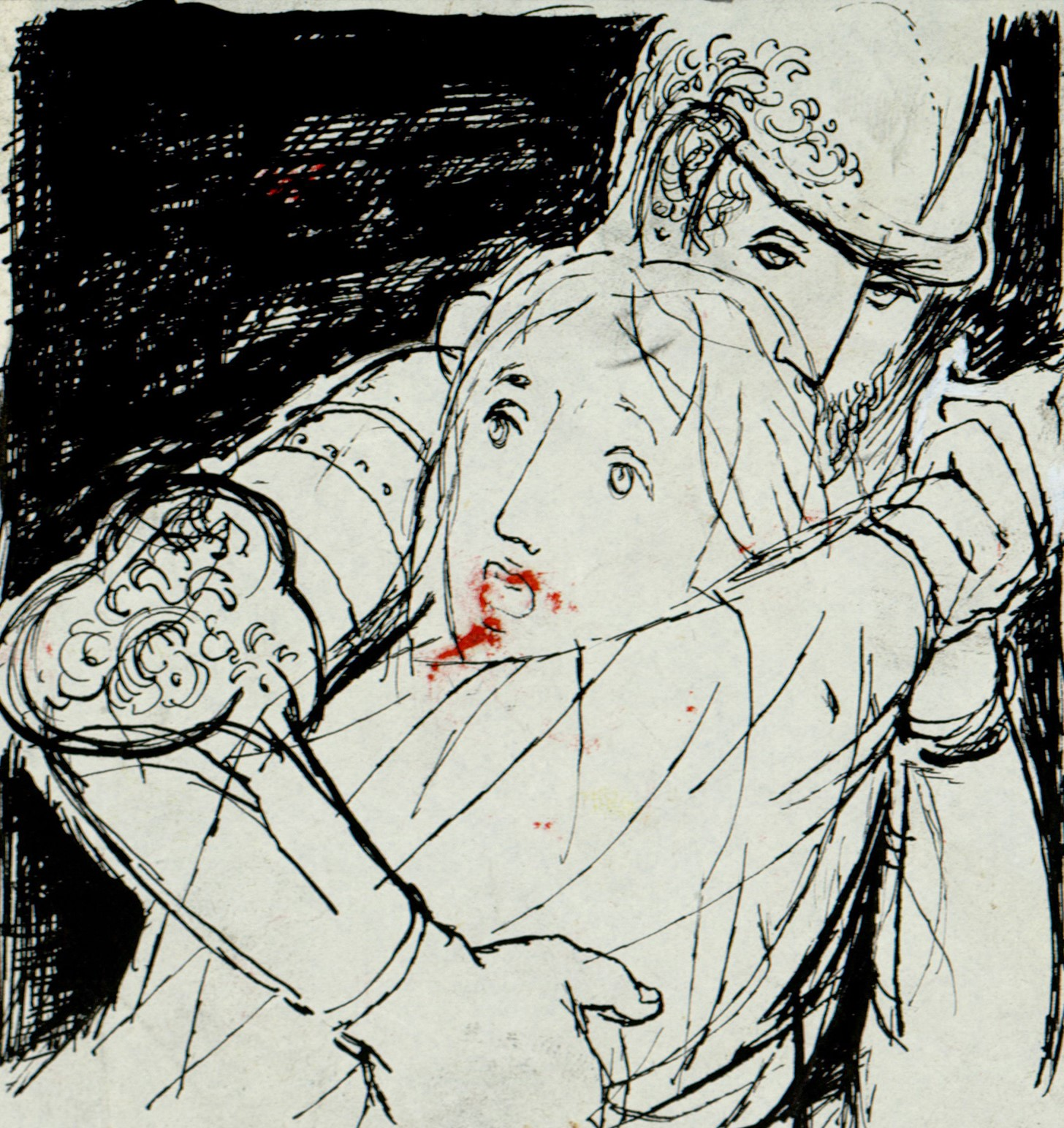
Disegno per copertina di libretto, disegno per Il Guarany (s.d.). Archivio Storico Ricordi

La vicenda ha luogo in Brasile, a Rio de Janeiro e nei suoi dintorni, nel 1560.

### Atto I
Alcuni cacciatori, tra cui Gonzales e Alvaro, sono ospiti presso il castello di Don Antonio. Egli racconta loro che sua figlia Cecilia, insidiata dagli Indiani Aymoré, è stata salvata da Pery, un capo della tribù Guarany a cui Antonio rende onore. Giunge poi lo stesso Pery, di cui Cecilia si è innamorata. Antonio però impone alla figlia di sposare Alvaro. Cecilia non vuole disubbidire al padre, ma quando lei e Pery hanno occasione di restare soli si dichiarano il loro amore.

### Atto II
In una grotta nella foresta, Pery ascolta non visto il piano ordito da Gonzales e dai suoi complici: essi vogliono assalire il castello per impadronirsi di una miniera e rapire Cecilia, di cui anche Gonzales è innamorato. Pery minaccia Gonzales e lo disarma, e quest'ultimo, per avere salva la vita, finge di giurare che abbandonerà il paese.
Più tardi, Gonzales cerca ugualmente di rapire Cecilia introducendosi nella sua camera, ma viene fermato da Pery, appostato nei pressi. Don Antonio viene così a conoscenza dei piani di Gonzales. Proprio in quel momento comincia l'assalto al castello da parte degli Aymoré, che vogliono vendicare una loro donna accidentalmente uccisa da uno dei cacciatori amici di Don Antonio.

### Atto III
Gli Aymoré son riusciti a rapire Cecilia e l'hanno condotta al loro campo: anche il loro capo, il Cacico, è stregato dalla sua bellezza e la vuole sposare. Pery si è avvicinato al campo nel tentativo di liberare Cecilia, ma viene catturato ed è condannato a morte: dovrà essere mangiato dagli anziani, secondo il rito delle tribù cannibali.
Irrompono però Don Antonio e i suoi, che hanno la meglio sugli Aymoré, uccidono il Cacico e riescono a liberare Cecilia e Pery. Alvaro rimane ucciso.

### Atto IV
Una nuova congiura di Gonzales e la minaccia degli Aymoré costringono Don Antonio a rifugiarsi nei sotterranei del suo castello; egli non vede altra soluzione che farlo esplodere coinvolgendo nella distruzione i suoi nemici. Pery lo vorrebbe aiutare, ma Don Antonio non accetta. Pery si propone allora di portare in salvo Cecilia, fuggendo da un passaggio segreto: Don Antonio acconsente solo dopo che il Guarany ha accettato di ricevere il battesimo cristiano, rito celebrato dallo stesso Don Antonio. Per proteggere la fuga di Pery e Cecilia, Don Antonio mette quindi in atto il suo piano: avvicina una fiaccola ad alcuni barili di polvere da sparo e tutto precipita su di lui e sui suoi assalitori.

## Struttura dell'opera
- Sinfonia

### Atto Primo
- Coro di Cacciatori - Scorre il cacciator
- Dialogo, Scena e Sortita di Pery
- Polacca - Sortita Cecilia - Gentile di cuore (Cecilia)
- Ave Maria
- Seguito e stretta - Venga pur l'iniqua schiera
- Scena e Duetto - Sento una forza indomita (Pery, Cecilia)

### Atto Secondo
- Scena ed Aria - Vanto io pur superba cuna (Pery)
- Scena e duetto -  Serpe vil (Pery, Gonzales)
- Coro di Avventurieri - L'oro è un ente sì giocondo
- Canzone dell'Avventuriere - Senza tetto, senza cuna (Gonzales, Coro)
- Ballata - C'era una volta un principe (Cecilia)
- Scena e Duetto - Donna, tu forse l'unica (Gonzales, Cecilia)
- Pezzo concertato - Finale secondo - Vedi quel volto livido
- Seguito e Chiusa del Finale secondo - Vile indiano, trema! Trema!

### Atto Terzo
- Coro di Aimorè - Aspra, crudel, terribile
- Scena e Duettino - Giovinetta, nello sguardo (Cacico, Cecilia)
- Coro e Terzetto - Or bene, insano (Cacico, Pery, Cecilia)
- Introduzione, Ballabili e Azione mimica
- Gran Marcia - Baccanale indiano
- Scena - Il passo estremo
- Gran Scena e Duetto - Perché di meste lagrime (Pery, Cecilia)
- Invocazione - O Dio degli Aimorè (Cacico)
- Scena - Finale Terzo

### Atto Quarto
- Coro, Scena e Congiura - In quest'ora suprema (Gonzales)
- Scena del Battesimo - Sul cupo torrente (Pery, Antonio)
- Gran Scena e Terzetto finale ultimo - Con te giurai di vivere (Cecilia, Antonio, Pery)

## Incisioni discografiche
| Anno | Cast (Pery, Cecilia, Gonzales, Antonio, Cacico)                                         | Direttore      | Etichetta      |
| ---- | --------------------------------------------------------------------------------------- | -------------- | -------------- |
| 1994 | Plácido Domingo, Verónica Villarroel, Carlos Álvarez, Hao Jiang Tian, Boris Martinovich | John Neschling | Sony Classical |